# Winx saga: Sudbina
Winx Saga: Sudbina (engleski: Fate: The Winx Saga) je tinejdžerska dramska i fantastična serija koja se temelji na animiranoj seriji Winx Club. Serija je dostupna na Netflixu od 22. siječnja 2021. godine.
Netflix je 1. studenoga 2022. otkazao seriju nakon dvije sezone.

## Pozadina i produkcija
Winx Club je talijansko-američka animirana serija koja se prikazuje od 2004. godine te prati život šest vila iz Alfije koje se bore protiv zla. Serija je tokom svog dugogodišnjem emitiranja stekla svjetsku slavu te se prikazivala u više od 150 zemalja diljem svijeta. Kreator animirane serije Iginio Straffi još od 2011. godine najavljuje kako je produkcija igrane serije u planu. Winx saga: Sudbina je bila službeno najavljena 17. rujna 2019. kada je bilo potvrđeno da će serija, koja će se sastojati od šest epizoda, izaći na Netflixu. Istoga dana bila je objavljen i glavna glumačka postava te je bilo otkriveno da će serija biti namijenjena za tinejdžere i odrasle te imati mračniji, ozbiljniji i odrasliji ton od animirane serije. Kreator i producent igrane serije je Brian Young, koji je također radio na seriji Vampirski dnevnici. Serija se snimala u Irskoj,a režirale su ju Lisa James Larsson i Hannah Quinn. Trailer za seriju je izašao u prosincu 2020. godine.

## Radnja
Skupina vila uči kako ovladati svojim čarobnim moćima dok se nose s romansama, rivalstvima i čudovištima koja im prijete.

## Glumci
Glumačka postava serije bila je objavljena 17. rujna 2019. godine.
- Abigail Cowen kao Bloom
- Danny Griffin kao Sky
- Hannah van der Westhuysen kao Stella
- Elisha Applebaum kao Musa
- Freddie Thorp kao Riven
- Precious Mustapha kao Aisha
- Sadie Soverall kao Beatrix
- Eliot Salt kao Terra
- Theo Graham kao Dane
- Jacob Dudman kao Sam
- Robert James-Collier kao Silva

## Popis epizoda
Winx saga za sada ima dvije sezone s ukupno trinaest epizoda u trajanju od 50 do 60 minuta. Serija je dostupna na Netflixu s prijevodom i naslovima epizoda na hrvatskom jeziku.
| Sezona | Sezona | Broj epizoda | Datum emitiranja   |                    |
| ------ | ------ | ------------ | ------------------ | ------------------ |
|        | 1      | 6            | 22. siječnja 2021. | 22. siječnja 2021. |
|        | 2      | 7            | 16. rujna 2022.    | 16. rujna 2022.    |

### Prva sezona (2021.)
| Br. u seriji | Br. u sezoni | Epizoda | Datum emitiranja   |
| ------------ | ------------ | --- | ------------------ |
| 1            | 1            | Do voda i divljine U nadi da će usavršiti svoju magiju Bloom počinje školovanje u Alfei i susreće znatiželjne kolege iz razreda. U međuvremenu jedna tajna izađe na vidjelo.             | 22. siječnja 2021. |
| 2            | 2            | Ovdje nema stranaca Svanuo je novi dan i učenici istražuju svoje moći i svoje osjećaje. Bloom i Stella udružuju se za misiju. Vladavina terora Spaljenoga uzima sve više maha.           | 22. siječnja 2021. |
| 3            | 3            | Teške smrtne nade Prošlost se susreće sa sadašnjosti kada Bloom istražuje ključno sjećanje. Aisha se muči s učenjem, Silva podijeli tajnu i organizira se školska zabava.                | 22. siječnja 2021. |
| 4            | 4            | Neki propali anđeo Bloom nastavlja svoju potragu za odgovorima sa Skyem. Beatrix nastoji sakriti svoj zločin. Poseban gost posjećuje Alfeu i uzrokuje konfliktne osjećaje u Stelli.      | 22. siječnja 2021. |
| 5            | 5            | Uvenućem do istine Kako bi se ponovo povezala s Beatrix, Bloom potraži pomoć kolege učenika. Sky se otvara u vezi sa svojom prošlosti. Gđa Dowling podijeli više detalja o svojoj priči. | 22. siječnja 2021. |
| 6            | 6            | Gorljivo srce Dok se učenici i osoblje Alfee bore za preživljavanje, razotkriva se istina o Bloominoj sudbini. Može li Bloom pomoći u porazu Spaljenih ili će zlo nadjačati magiju?      | 22. siječnja 2021. |

### Druga sezona (2022.)
| Br. u seriji | Br. u sezoni | Epizoda | Datum emitiranja |
| ------------ | ------------ | --- | ---------------- |
| 7            | 1            | Sitni napadaj panike Bloom i prijateljice, ljute zbog Rosalindina nova režima u Alfei, skuju opasan plan da oslobode Silvu. Aisha upozna nekoga. Sky i dalje pokušava prihvatiti situaciju.         | 16. rujna 2022.  |
| 8            | 2            | Na krilima vjetra Terru iznenadi dolazak nove učenice, koja istražuje što se dogodilo Devinu. Kad napuste kampus, Bloom dozna više o Skyevu djetinjstvu.                                            | 16. rujna 2022.  |
| 9            | 3            | Tvoja novostečena popularnost Škola se priprema za zabavu za bivše učenike, gdje Stella namjerava razotkriti Rosalindinu pravu narav. Sam se pokušava nositi sa situacijom, a Aisha preuzima rizik. | 16. rujna 2022.  |
| 10           | 4            | Sat prije nego što je vrag pao Izlazak u grad prekinut je uznemirujućom viješću o Beatrix, nakon čega učenice uđu u opasan sukob s tajanstvenom Krvnom vješticom.                                   | 16. rujna 2022.  |
| 11           | 5            | Jesi li dobra vještica ili zla vještica? Terra podijeli novost sa skupinom, a Musa čuva tajnu. Bloom sklopi opasnu pogodbu sa Sebastianom u zamjenu za šokantne informacije.                        | 16. rujna 2022.  |
| 12           | 6            | Jadne nesretne duše Izgubivši kontrolu, Bloom mora snositi ozbiljne posljedice. Sukob prijeti cijeloj Solariji, a u Alfeu se po posljednji put vrati jedno poznato lice.                            | 16. rujna 2022.  |
| 13           | 7            | Sve lude vještice Budući da su Krvne vještice pokrenule svoje planove, učenici Alfee moraju zaštititi školu i prijatelje. Pred Bloom je bolna odluka.                                               | 16. rujna 2022.  |